# Musée national de Serbie
Le musée national de Serbie (en serbe cyrillique : Народни музеј Србије ; en serbe latin : Narodni Muzej Srbije) est un musée de Belgrade, la capitale de la Serbie. Il a été créé en 1844. Il est situé sur la place de la République (Trg republike), dans la municipalité urbaine de Stari grad. Les collections du musée comportent plus de 400 000 objets et œuvres référencés et notamment une importante collection de peintures. Le bâtiment actuel du musée a été construit en 1903 et il est aujourd'hui inscrit sur la liste des monuments culturels de grande importance de la république de Serbie et sur la liste des biens culturels de la ville de Belgrade.

## Histoire
Le musée national de Serbie est le plus ancien musée de Serbie. Il a été fondé par un décret du ministre de l'éducation Jovan Sterija Popović le 10 mai 1844. Dès 1843, le ministre affirmait : « Préservons l'héritage culturel, rassemblons-le dans un seul endroit : le musée ». En 1863, il est installé, avec la Bibliothèque nationale de Serbie, dans la résidence du capitaine Miša sur l'actuel Studentski trg (Place des Étudiants). En 1864, la princesse Julija Obrenović offre deux toiles au musée. En 1882, il accueille sa première exposition de sculptures modernes, avec des œuvres de Petar Ubavkić et, la même année, sa première exposition de peintures, avec des œuvres de Katarina Ivanović.
En 1892, le musée est transféré dans la maison des frères Velicković, qui abrite aujourd'hui la faculté de philologie de l'université de Belgrade. La même année, il y reçoit un visiteur de marque, le physicien Nikola Tesla.
En 1901 est publiée la première liste des peintures exposées dans la galerie du musée et, en 1904, le musée ouvre au public des collections permanentes, avec un département d'archéologie, un département médiéval, un département de peintures ainsi qu'une section consacrée à Vuk Stefanović Karadžić.
Pendant la Première Guerre mondiale, des pièces de valeurs sont détruites ou volées. Le musée ne rouvrira qu'en 1923 dans un nouveau site, rue Miloša Velikog. Il déménagera encore en 1935 et rouvrira sous le nom de Musée du prince Paul. Il est installé dans les bâtiments de la place de la République (Trg republike) en 1952.
En 1979, le musée Vuk et Dositej, créé en 1949, est rattaché au Musée National.
Depuis le 12 décembre 2003, le musée est en rénovation.

## Architecture

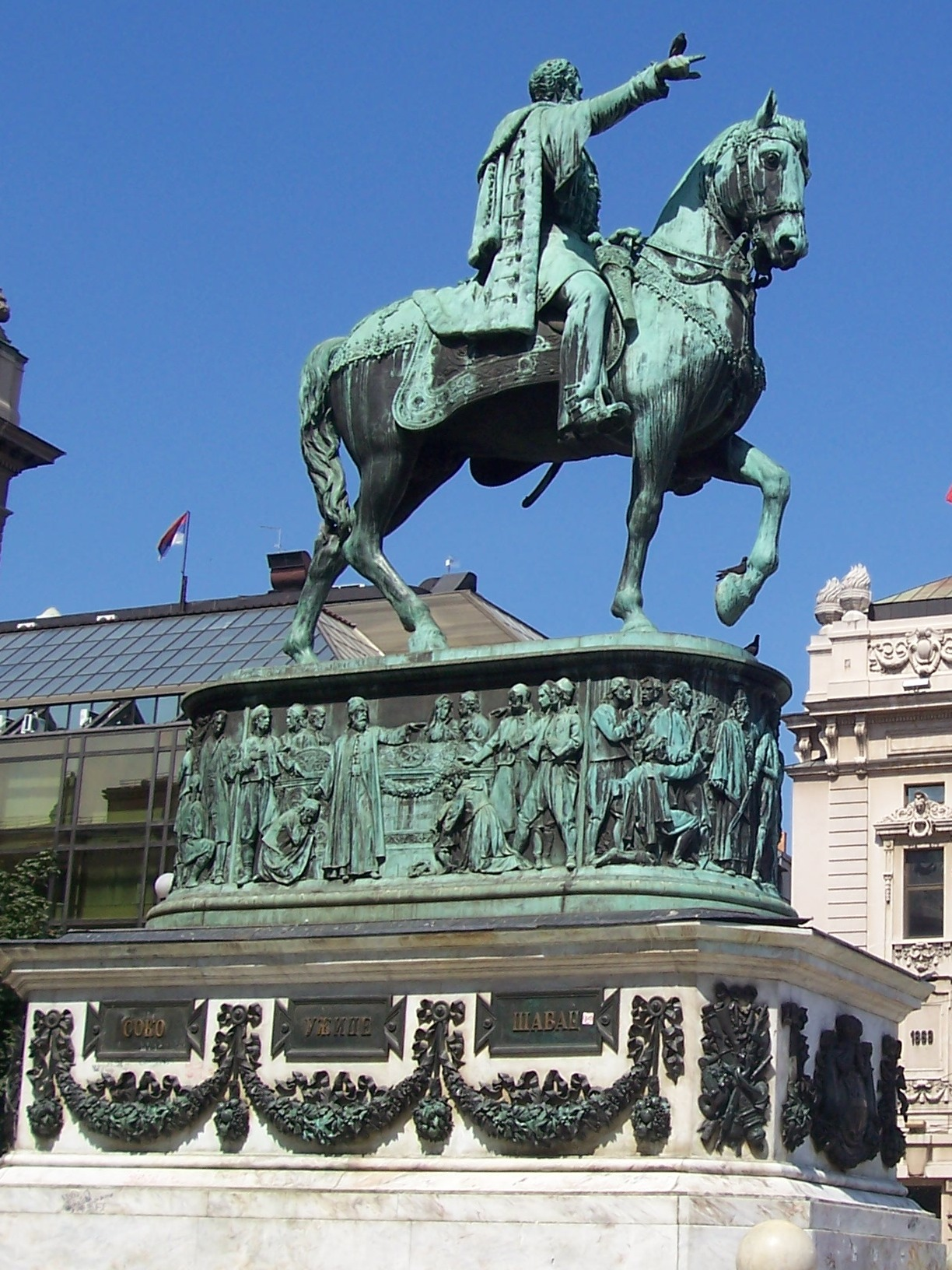
Le monument du prince Michel

L'actuel bâtiment du musée national de Serbie est situé sur la place de la République, souvent considérée comme le centre névralgique de la capitale serbe. Il a été construit en 1903 à l'emplacement de l'ancienne kafana Dardaneli (« Les Dardanelles ») pour accueillir les fonds publics de la Banque hypothécaire ; il a été conçu par les architectes Nikola Nestorović et Andra Stevanović. Il a été agrandi en 1930, avec l'adjonction d'un atrium et d'une aile le long de la rue Laze Pačua, selon un projet de l'architecte Parović. Endommagé pendant la Seconde Guerre mondiale, l'édifice a été aménagé en 1952 pour accueillir les collections du musée national et, en 1964–1966, des travaux de restauration ont été réalisés d'après des plans d'Aleksandar Deroko, Petar Anagnosti et Zoran Petrović pour mieux l'adapter aux exigences d'un musée moderne,.
Le bâtiment est caractérisé par un style éclectique, avec une façade principale symétrique, à la manière du néoclassicisme architectural, et des éléments néorenaissance ; l'entrée principale, en avancée, est soutenue par des colonnes et surmontée d'un dôme néobaroque ; deux dômes, plus petits, surmontent les angles de la façade principale, constituée d'un rez-de-chaussée et de deux étages. Les décors de la façade ont été conçus par Franjo Valdman. La décoration intérieure est due à des artistes renommés de l'époque, Bora Kovačević et Andrija Domeniko,.
Devant la façade principale du musée se trouve le monument du prince Michel, érigé en 1882, classé comme le musée parmi les monuments culturels de grande importance de la République de Serbie.

## Vue d'ensemble des collections

### Département d'Archéologie
Le Musée national conserve d'importants objets découverts lors des fouilles archéologiques effectuées près de Belgrade. La section préhistorique accueille ainsi plus de 15 000 pièces, appartenant notamment à la culture de Vinča (autour du Ve millénaire av. J.-C.), à l'âge du bronze et à l'âge du fer. La période celte est également représentée (IVe – IIIe siècle av. J.-C.). Parmi les pièces les plus importantes de ce département figure le chariot de Dupljaja (XVIe-XIIIe siècle av. J.-C.) ou le masque en or de Trebenište (VIe siècle av. J.-C.).
La section romaine est enrichie des trouvailles faites sur les sites de Viminacium (Kostolac), Singidunum (Belgrade), Margum (Dubravica) ou sur celui du mont Kosmaj. Le Musée National conserve notamment une tête en bronze représentant l'empereur Trajan.
Ce département comporte aussi une section consacrée à l'épigraphie.

### Département d'Art médiéval

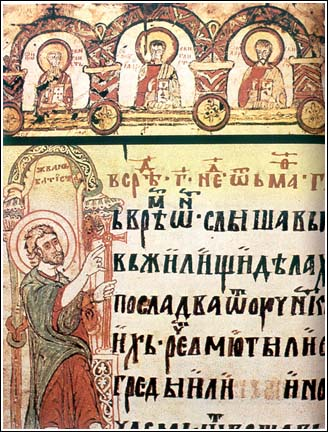
L'Évangile de Miroslav, 1180

Ce département présente une collection de bijoux, d'armes, d'outils mais aussi de tissus et de livres, ainsi qu'une importante collection d'icônes.
À des fins de sauvegarde, il abrite également des fresques rapportées des monastères de Đurđevi Stupovi (XIIe siècle), de Gradac (XIIIe siècle) ou encore du Žiča ainsi que d'autres églises de Serbie.
Parmi les manuscrits anciens, il faut signaler l'Évangile de Miroslav (Miroslavljevo jevanđelje) qui date de 1180 et qui a été inscrit en 2005 sur la liste Mémoire du monde de l'UNESCO,.

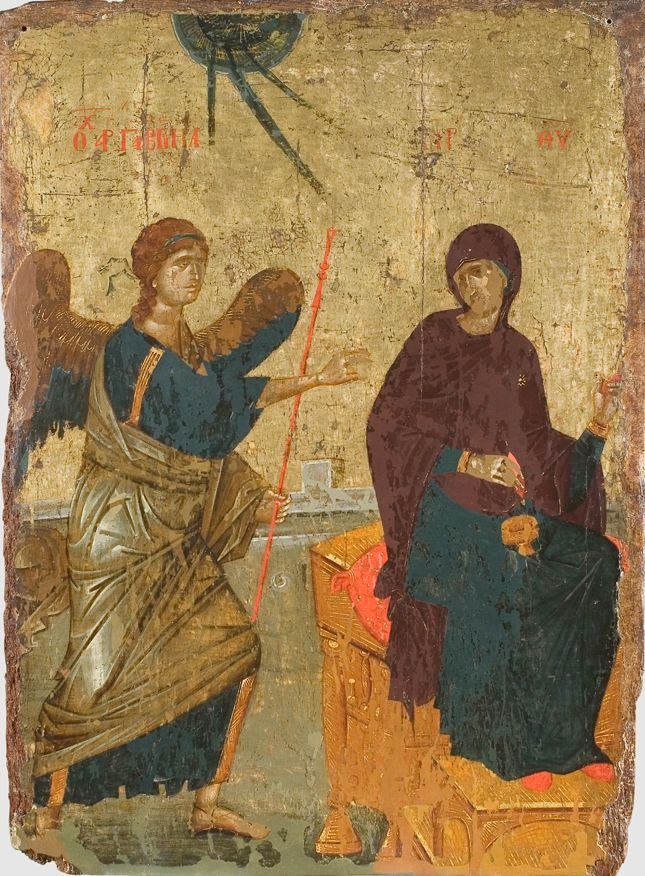
Icône de l'Annonciation, Serbie, XIVe siècle
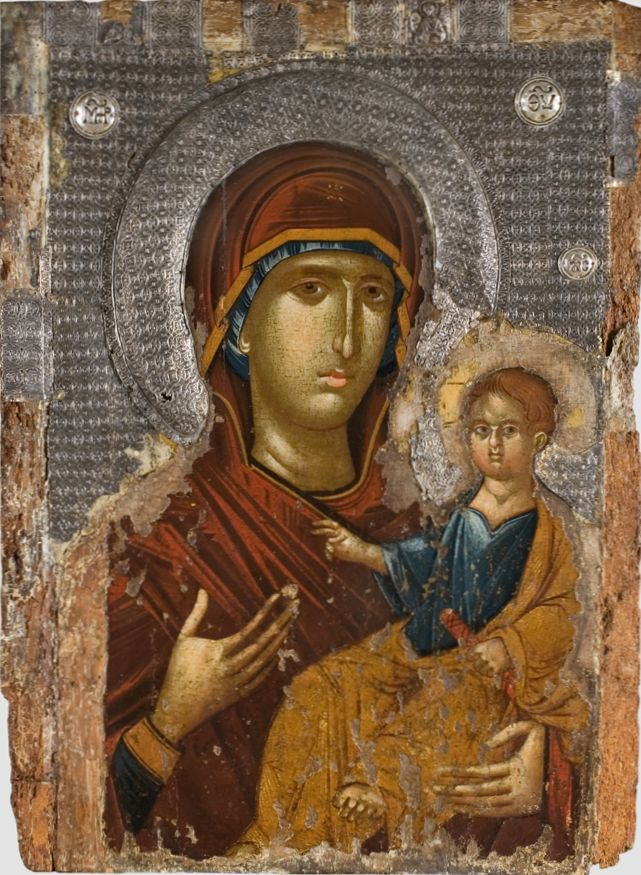
Icône de la Vierge à l'enfant, Serbie, XIVe siècle

### Département d'Art post-médiéval et d'Art moderne

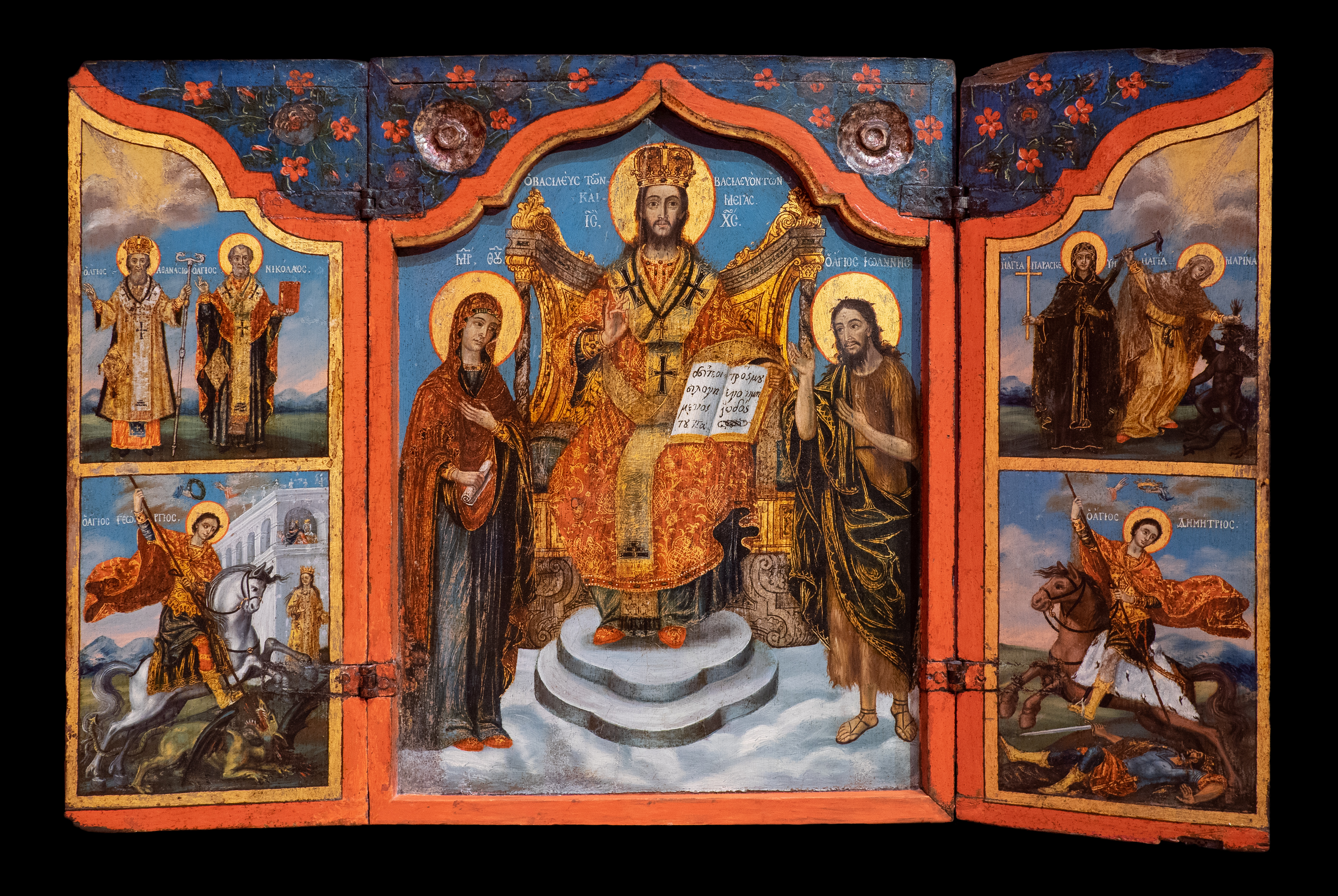
Déisis avec saints, peinture sur bois, triptyque des, artiste inconnu, au musée national de Serbie.

La collection d'Art international comprend plus de 1 100 peintures et sculptures. La collection de dessins et de gravures comporte 2 446 œuvres et la collection d'Art yougoslave plus de 6 000 pièces, incluant 1 700 œuvres d'artistes serbes du XVIIIe siècle au XIXe siècle.

### Département de Numismatique
La collection de numismatique comporte plus de 300 000 pièces de monnaie, médailles, sceaux etc.
Elle offre notamment un ensemble de pièces de monnaie de l'époque de Philippe II de Macédoine (359 – 336 av. J.-C.) et d'Alexandre le Grand (336 – 323 av. J.-C.).
Parmi les objets rares de la collection, on peut signaler les sceaux de Stefan Nemanja et de Stefan Stracimir.

## La collection d'Art français
La collection d'Art français comprend plus de 250 tableaux, du XVIe siècle au début du XXe siècle. Elle accueille des œuvres de Gauguin (2 tableaux, 2 gravures et 1 aquarelle), Renoir (18 tableaux, 28 gravures, 25 dessins et 5 pastels), André Derain, Henri de Toulouse-Lautrec, Matisse, Monet, Ambroise Vollard, Sébastien Bourdon, Degas (15 œuvres), Charles-François Daubigny, Georges Dufrénoy, Jean-Baptiste-Camille Corot, Auguste Rodin, Eugène Boudin, Georges Rouault, Pierre Bonnard, Camille Pissarro, Jacques Callot, Odilon Redon, Honoré Daumier, Paul Signac, Gustave Moreau, Honoré Daumier, Eugène Carrière, Maurice de Vlaminck, Édouard Vuillard, Hubert Robert, Maurice Utrillo, Raoul Dufy, Suzanne Valadon, Eugène Fromentin, Émile Bernard, Jean-Louis Forain, Jean Cocteau, Rosa Bonheur etc.
- Le Père Ubu, œuvre d'Émile Bernard
- Le sacrifice d'Iphigénie, œuvre de Sébastien Bourdon
- Nature morte aux fleurs, œuvre de Dufrénoy
- Edgar Degas

Courtisanes, Danseuses et femmes à leur toilette, Le coucher, Le bain, L'homme au chapeau mou, Tête d'homme
- Scènes satiriques, œuvre de Jean-Louis Forain
- La Tahitienne, œuvre de Gauguin
- Nature morte, œuvre de Gauguin
- Tête de femme, œuvre de Matisse
- L'Olivier, œuvre de Matisse
- Cathédrale de Rouen, œuvre de Monet
- Le marché à Pontoise, œuvre de Pissarro
- Place du Théâtre Français-Effet de soleil, œuvre de Pissarro, huile sur toile, 1898
- Pierre-Auguste Renoir

Nu, œuvre de , vers 1910,Deux femmes à l'ombrelle, 1879, pastel, Jeune fille à l'ombrelle, Jeune garçon,Deux jeunes filles, Les joueurs de guitare
- La Chimère, œuvre de Odilon Redon
- Yeux, œuvre de Odilon Redon
- Vue de Tivoli, œuvre de Hubert Robert
- Nu féminin, œuvre de Rodin
- Le déchargement des péniches à Billancourt, Sisley, 1877
- Montmartre sous la neige, œuvre de Maurice Utrillo
- Rue de Paris, œuvre de Maurice Utrillo
- Champs, œuvre de Maurice de Vlaminck, 1904
- La Neige, œuvre de Maurice de Vlaminck
- Vie de Sainte Monique, œuvre d'Ambroise Vollard

Une grande partie de cette collection provient de la collection du marchand d'art Ambroise Vollard (1866-1939) et de son admirateur et disciple yougoslave Erich Šlomović (1915?-1943?), qui fut tué par les Nazis au camp de concentration de Sajmište près de Belgrade. La succession d'Erich Slomović n'est toujours pas réglée.

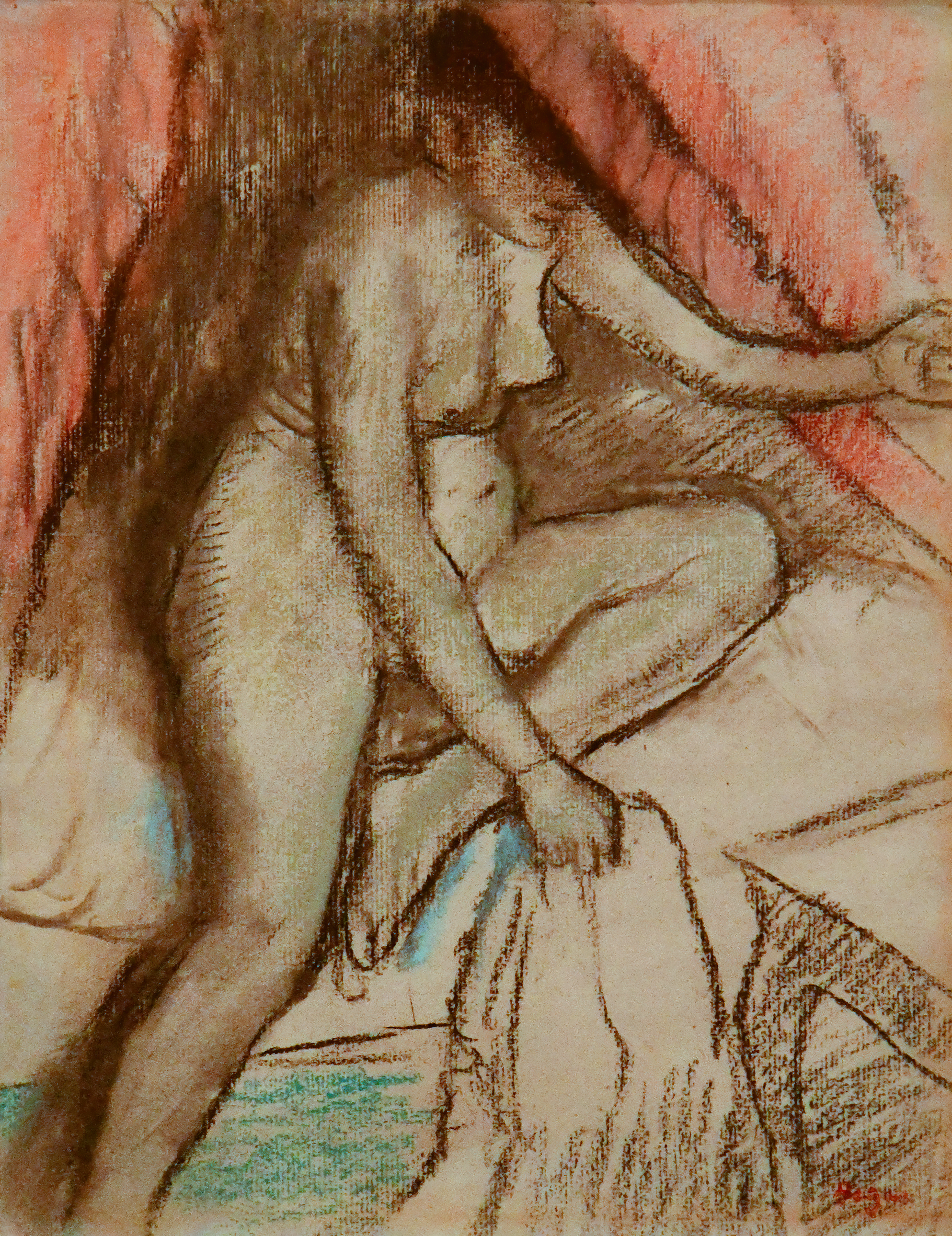
Degas, Le Coucher
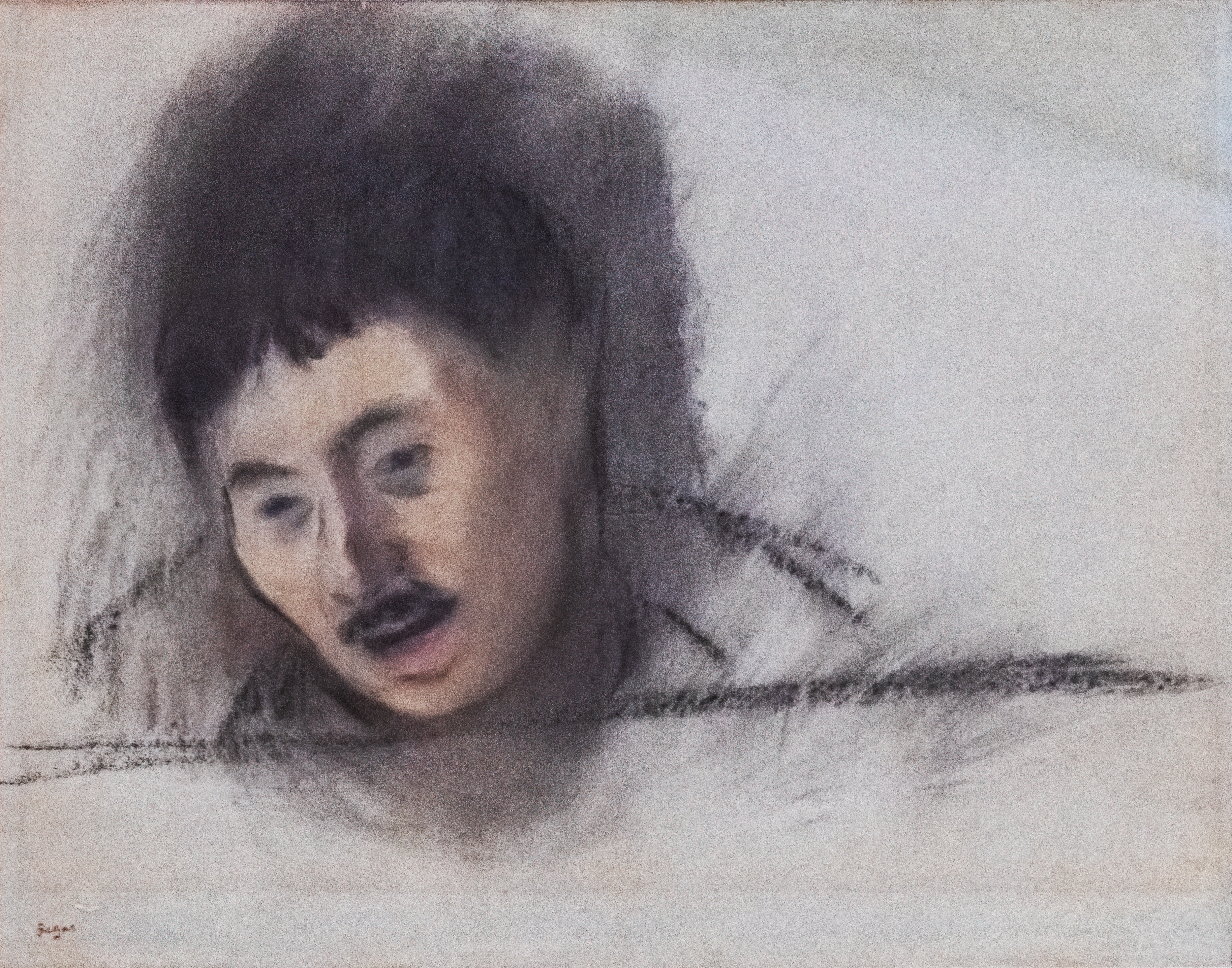
Degas, Tête d'homme (1880)
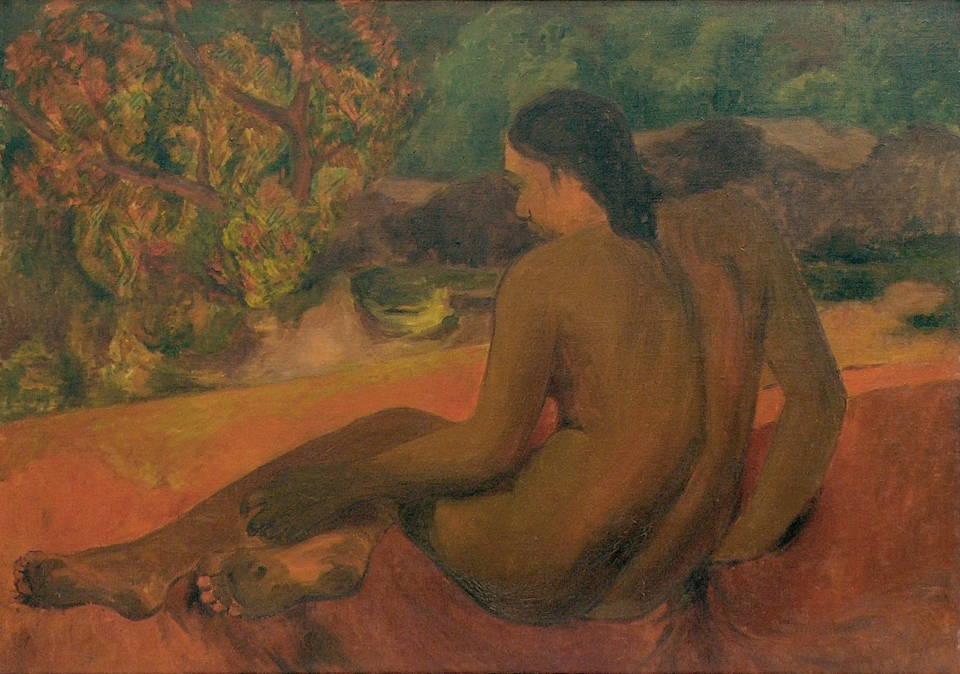
Gauguin, Thahitienne
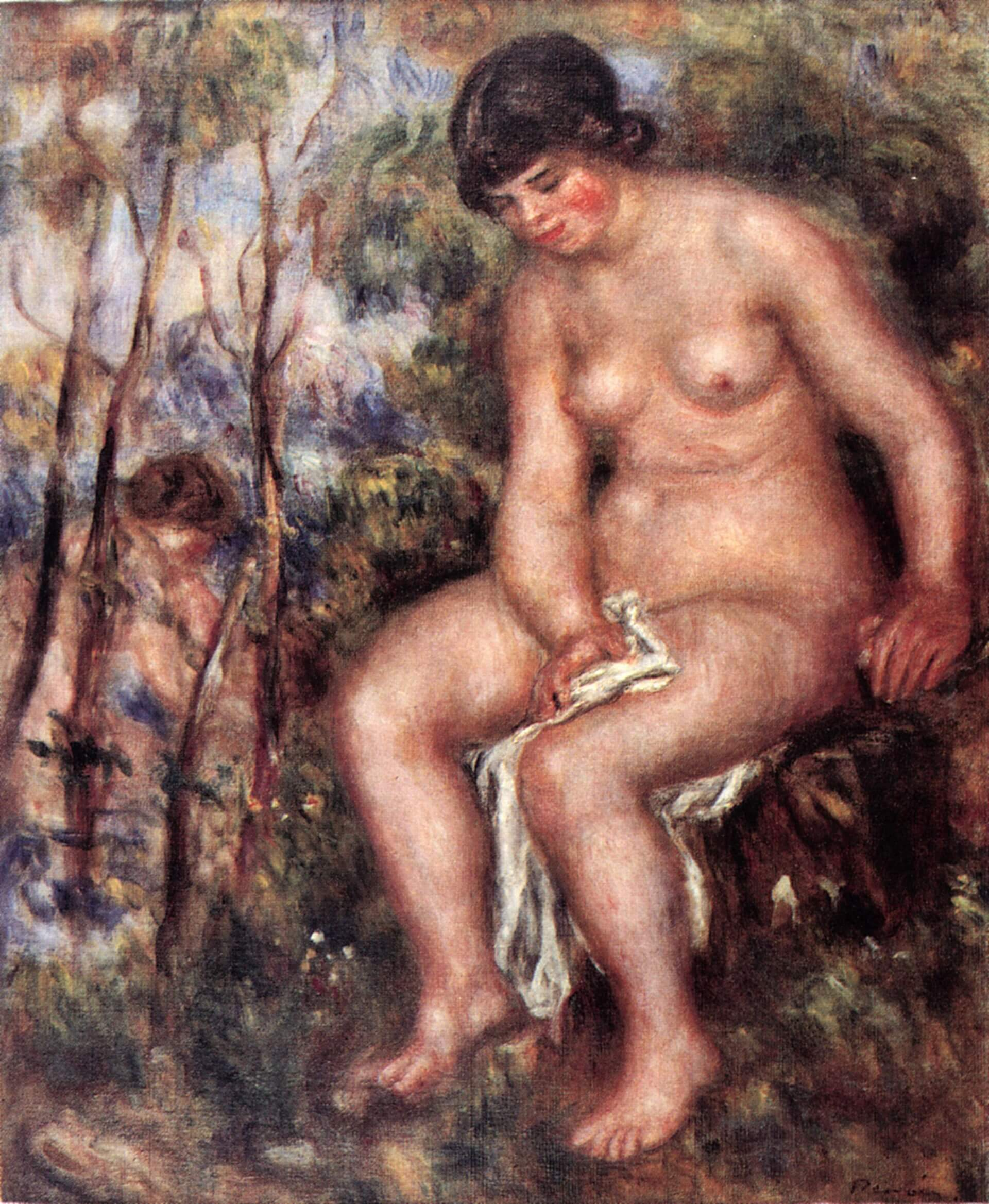
Renoir, Nu, 1910
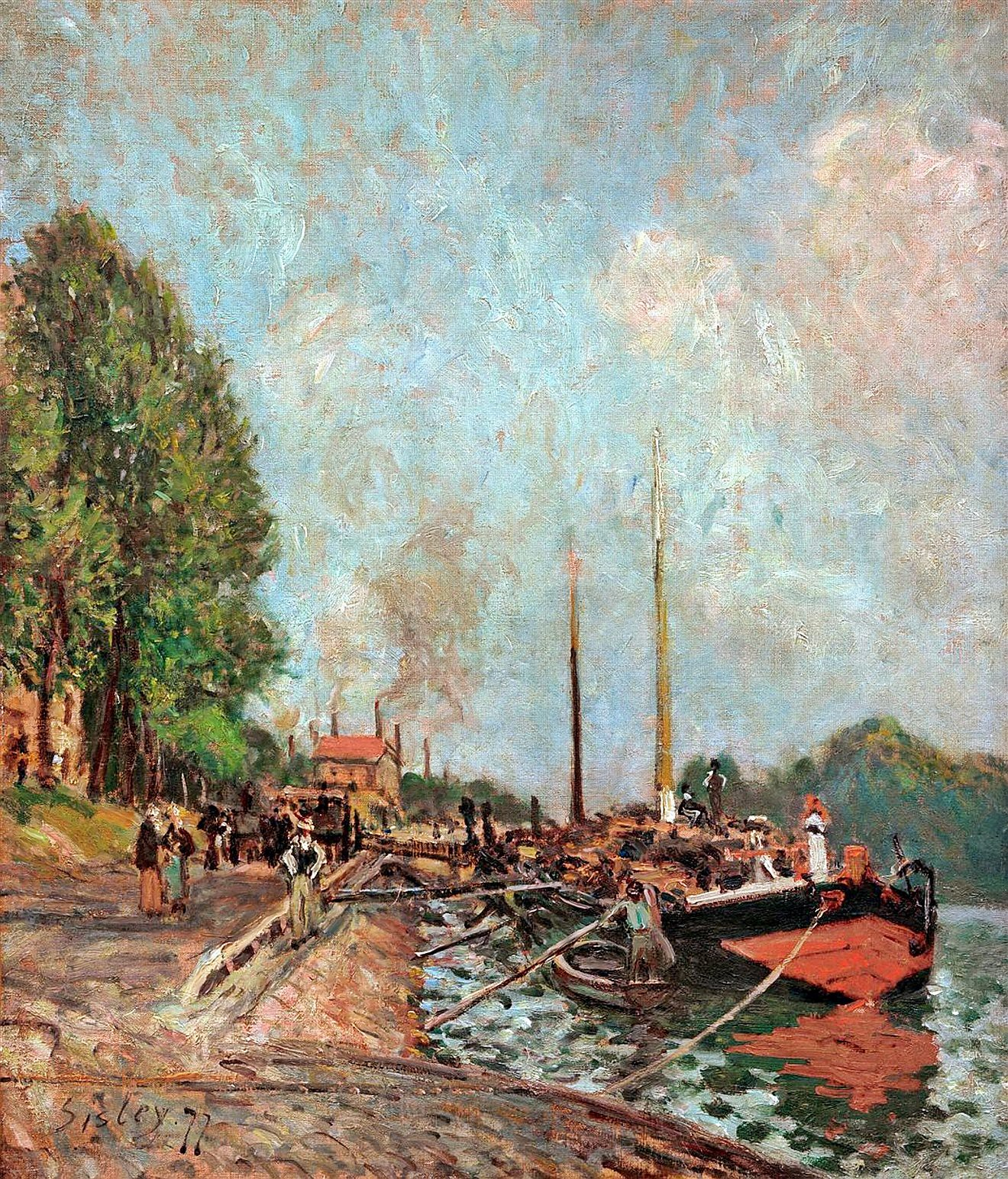
Sisley, Le déchargement des péniches à Billancourt, 1877.

## La collection d'Art italien
La collection d'art italien comprend plus de 230 œuvres du XIVe siècle au XVIIIe siècle. Parmi les maîtres italiens, on peut signaler : Le Titien, Le Tintoret, Domenico Veneziano, Véronèse, Palma le Vieux, Le Caravage, Canaletto, Alessandro Magnasco, Vittore Carpaccio, Francesco Solimena, Lorenzo di Credi, Spinello Aretino, Luca Cambiaso, Francesco Guardi, Bernardo Strozzi, Francesco Bassano le Jeune, Piranèse, Giovanni di Paolo, Giulio Carpioni, Girolamo Muziano, Amedeo Modigliani, etc.
- Portrait de la reine Christine de Danemark, Le Titien, huile sur toile, 110 × 83 cm
- Nativité , Lorenzo Veneziano, tempera, 76,3 × 54,8 cm, vers 1300
- Jésus et la Vierge Marie, Paolo Veneziano, tempera, 28 × 26,1 cm
- La naissance du Christ, Paolo Veneziano, tempera, 1320
- Saint Paul, Paolo Veneziano, tempera, 59,7 × 22,5 cm, 1307
- Adoration, Lorenzo di Credi, tempera, vers 1400
- La Vierge et le Christ sur un trône, Giovanni di Paolo, tempera 48 × 45 cm, 1411
- La Vierge et le Christ, Spinello Aretino, tempera, 112 × 63,5 cm, 1375

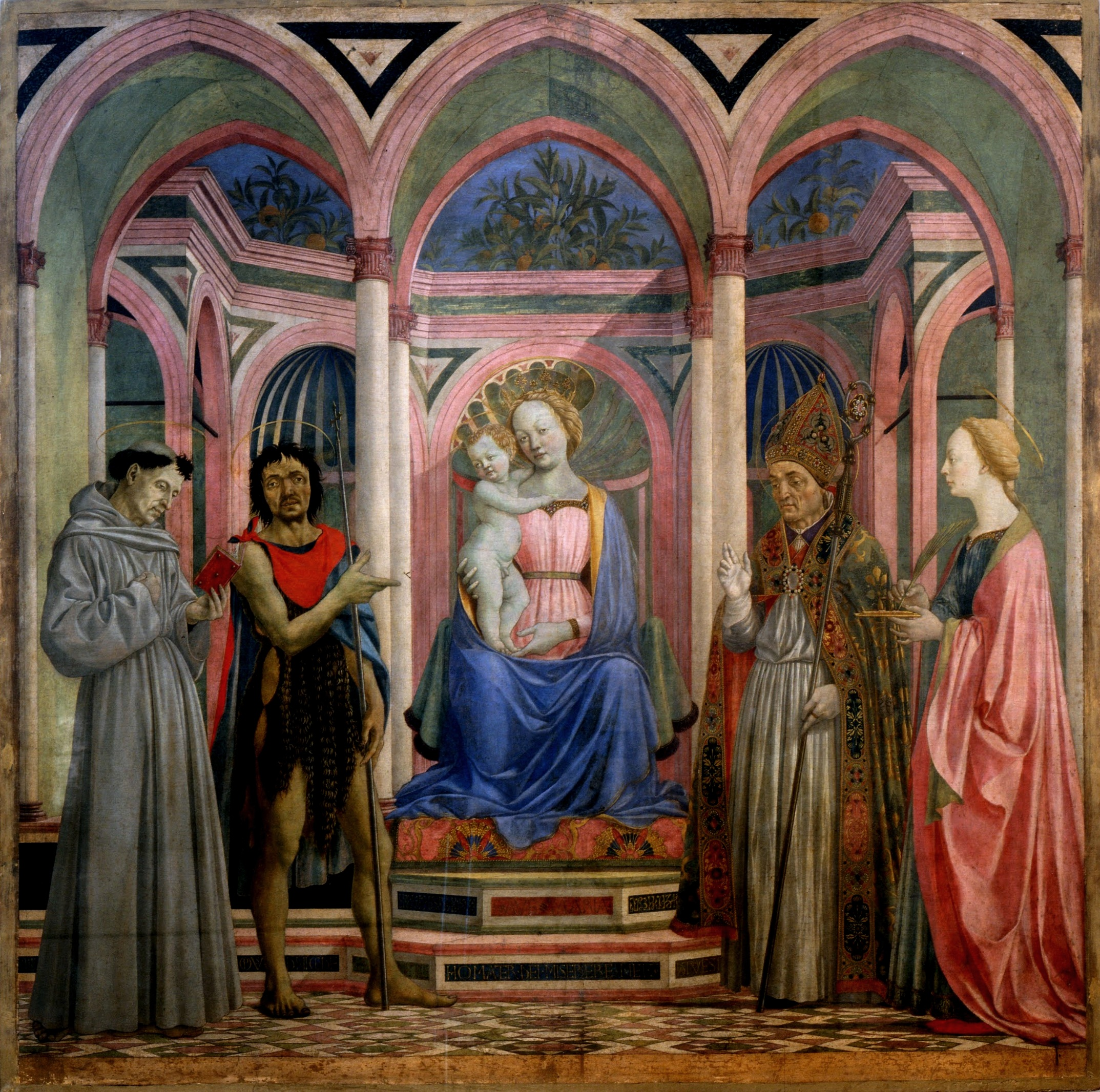
Domenico Veneziano, Vierge à l'enfant, vers 1445

- Vierge à l'enfant, Domenico Veneziano, vers 1435
- Dieux et trois Anges, Giovanni di Paolo, tempera, 54 × 27 cm
- Le Christ au Jardin des oliviers, Francesco Bassano, huile sur toile, 90 × 74 cm, vers 1500
- La Vierge et le Christ, Bartolommeo Ramenghi, huile sur toile, 1504
- Le saint Pèlerin et Saint Sébastien , attribué à Vittore Carpaccio, vers 1495
- Saint Sébatien, attribué à Vittore Carpaccio, vers 1495
- La Mort du Christ avec les Anges, par Zagnelli, 1510
- Vierge à l'enfant avec le donateur , Le Tintoret, huile sur toile, 1524
- Vierge à l'enfant, Luca Cambiaso, huile sur toile, 97,5 × 77,5 cm, 1555
- La multiplication du pain, école vénitienne, 146 × 179 cm, huile sur toile 1575
- Sainte Cécile, Bernardo Strozzi, 58 × 46 cm, huile sur toile
- Bacchus et Vénus, Antonio Zanchi, huile sur toile, 112 × 121 cm
- Saint Jérôme, Giovan Battista Langetti, huile sur toile, 84 × 76 cm, vers 1658
- Artémis, Alessandro Varotari, huile sur toile, 80 × 111 cm
- Le Christ et la Samaritaine, Jacopo Amigoni, huile sur toile, 96 × 73 cm
- Ange, Leandro Bassano
- Musiciens, attribué au Caravage
- Paysage avec Saint Jean, Alessandro Magnasco, huile sur toile, 126 × 110 cm
- Vue du Grand Canal, attribué à Canaletto, huile sur toile, 60 × 95 cm

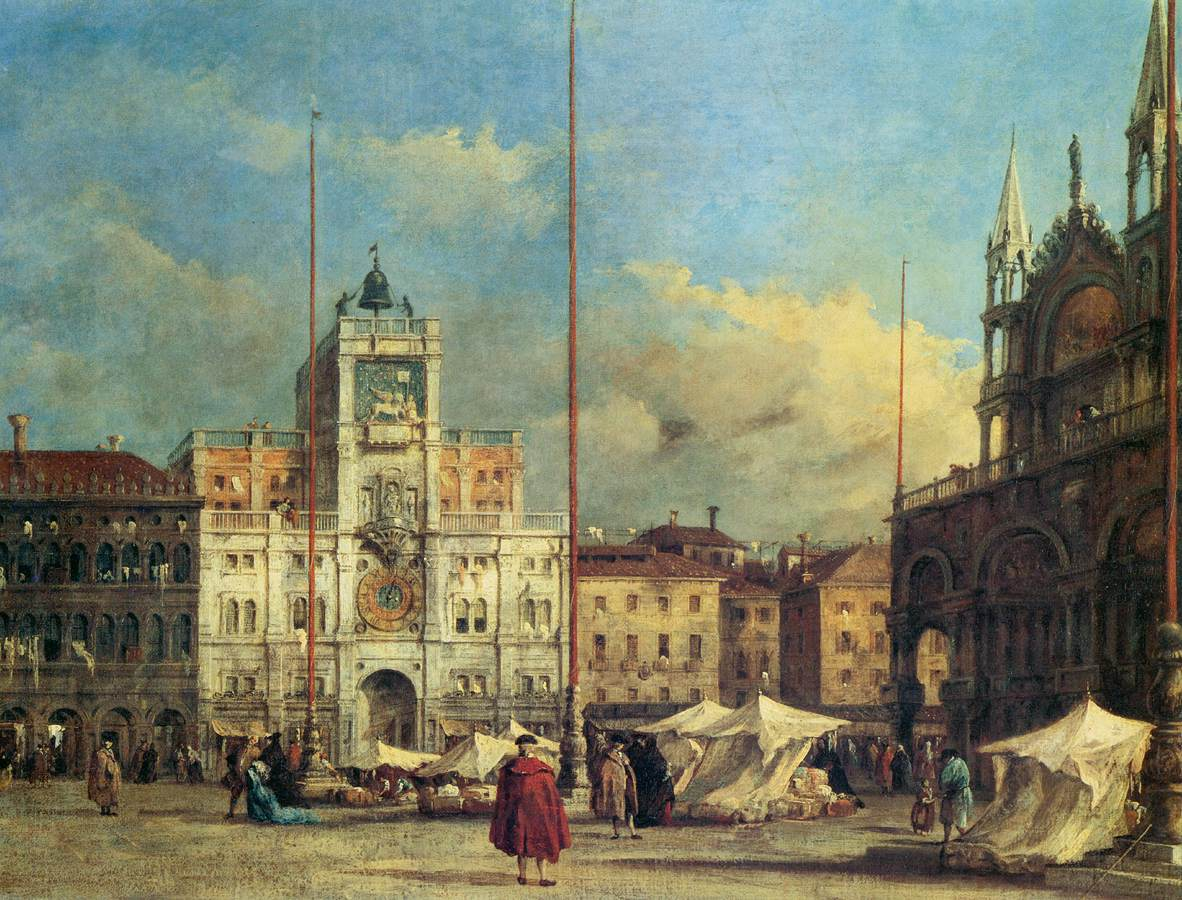
Francesco Guardi, Vue de Saint-Marc

- Vue de Saint Marc, attribué à Francesco Guardi, huile sur toile, 75 × 99 cm, 1765
- La Salute, Michele Marieschi, huile sur toile
- Vierge à l'enfant avec des Anges, attribué à l'école de Ferrare, XVIe siècle
- La Mort du Christ, école de Ferrare, XVIe siècle
- Danse autour du Veau d'or, attribué à Giuseppe Gambarini, huile sur toile, 150 × 231 cm
- La Crucifixion, Alessandro Tiarini, huile sur toile, 162 × 98 cm
- La Crucifixion de Saint Pierre, école de Ferrare, huile sur toile, 162 × 130 cm
- La Crucifixion de Saint André, école de Ferrare, huile sur toile, 162 × 130 cm
- Judith avec la tête d'Holopherne, Donato Creti, huile sur toile, 115 × 91 cm
- La Vierge au pain accompagnée d'un ange, Francesco Solimena, huile sur toile, 76 × 63 cm
- David avec la tête de Goliath, Nicolas Régnier, huile sur toile, 98 × 123 cm

## La collection d'Art hollandais et flamand

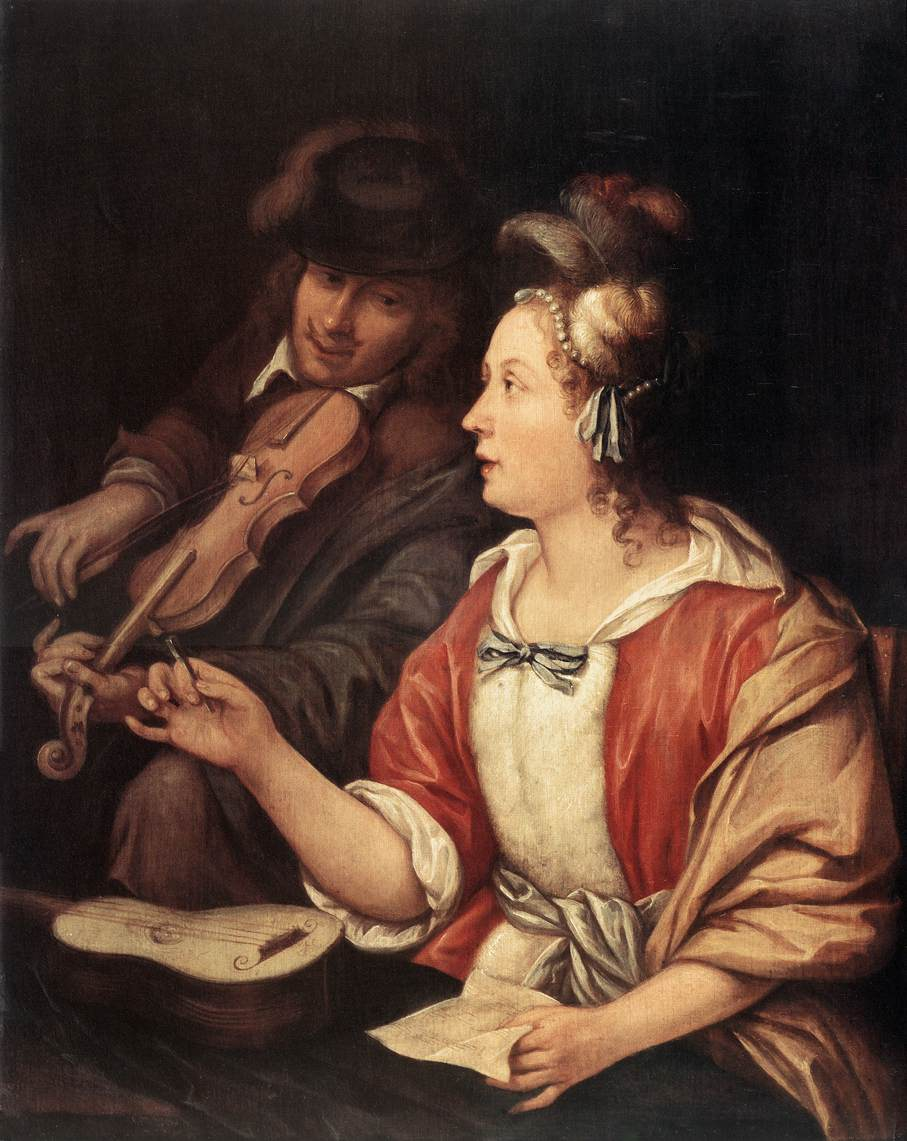
Frans van Mieris l'Ancien, La leçon de musique

La collection d'art allemand et flamand comporte plus de 120 tableaux. Y sont notamment représentés : l'atelier de Jérôme Bosch, Vincent van Gogh, Jan van Goyen, Rembrandt, Rubens, Piet Mondrian, Frans van Mieris l'Ancien, Joachim Wtewael, Willem van Aelst, Jan Toorop, Aelbert Cuyp, Jan Brueghel le Jeune, Adriaen van Utrecht, Joos van Cleve, Johan Jongkind, Carel Willink, Kees van Dongen, Allart van Everdingen etc.
- La Chute de l'Homme, attribué au maniériste allemand Joachim Wtewael
- Paysanne, Vincent van Gogh, vers 1885
- Diane et Pan, Rubens, huile sur toile
- L'empereur romain Galba, dessin attribué à Rubens
- Ecce homo, dessin de Rembrandt
- Autoportrait, Rembrandt
- Fleurs, Jan Brueghel le Jeune,
- Composition II, Piet Mondrian
- Portrait de jeune fille, Aelbert Cuyp
- Portrait d'homme au rosaire, Joos van Cleve
- La leçon de musique, Frans van Mieris l'Ancien
- De la mer, Jan Toorop
- Nature morte, Willem van Aelst

## La collection d'Art japonais
La collection d'art japonais du musée compte 82 œuvres, dont 36 estampes et peintures ; toutes les estampes appartiennent au genre Ukiyo-e, qui s'est développé au Japon du XVIIe au XIXe siècle. Les artistes représentés dans la collection sont Kunisada, Toyokuni, Keisai Eisen, Hiroshige, Utamaro, Ginko Adaci, Tsugouharu Foujita, Sosai Ikei, Yamamoto Tsuna et Sadahida Giokuran.
- Séries de portraits d'acteurs, par Kunisada
- Geishas, par Kunisada
- Série de portrait d'acteurs, par Toyokuni
- Théâtre kabuki, par Toyokuni
- Cent vue d'Edo série d'estampes par Hiroshige

## La collection d'Art yougoslave et serbe
La collection yougoslave, créée en 1904, comprend plus de 6 000 œuvres du XVIIe siècle au XXe siècle. On y trouve des œuvres de Paja Jovanović, Stojan Aralica, Petar Lubarda, Milan Konjović, Uroš Predić, Đorđe Andrejević Kun, Nadežda Petrović, Petar Dobrović, Mića Popović, Sava Šumanović etc.

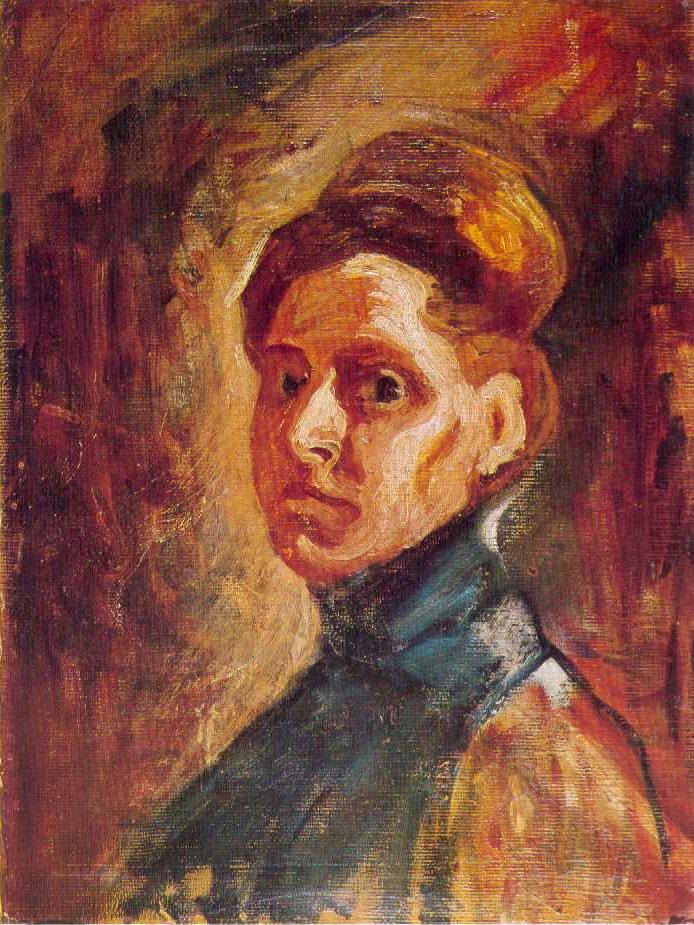
Nadežda Petrović, Autoportrait, 1907

- Le Couronnement de Stefan Dušan, œuvre de Paja Jovanović, 1900
- Le mariage de Stefan Dušan, œuvre de Paja Jovanović
- Autoportrait, œuvre de Nikola Nešković (1740-1789), 1756
- La Résurrection du Christ, œuvre de Teodor Kračun, 1780
- Portrait de femme, œuvre de Konstantin Danil (1802-1873)
- Sophia Deli, œuvre de Konstantin Danil, 1840
- L'enfant à la plume, œuvre d'Uroš Knežević (1811-1876)
- Portrait du Directeur Čirić, œuvre de Đura Jakšić (1832-1878)
- Paysage avec des vaches, œuvre de Miloš Tenković (1849-1890)
- Nature morte, œuvre de Đorđe Milovanović (1850-1919)
- Les réfugiés d'Herzégovine, œuvre d'Uroš Predić (1857-1923)
- Les Pivoines du Kosovo, œuvre de Nadežda Petrović (1873-1915)
- Autoportrait, œuvre de Nadežda Petrović, 1907
- Sidjanke, œuvre de Sava Šumanović (1896-1942)
- Buste de Vuk Stefanović Karadzić, œuvre de Petar Ubavkić (1852-1910)
- L'automne, œuvre de Sava Šumanović, 1941
- L'enterrement du prince Miloš, œuvre de Jovan Isailović le Jeune
- Babakaj, œuvre de Đorđe Krstić, 1906
- Nature morte au violon, œuvre de Milo Milunović (1897-1967), 1930
- « Faubourgs de Belgrade »(Archive.org • Wikiwix • Archive.is • Google • Que faire ?), œuvre de Kosta Hakman (1899-1961), 1937
- Oncle Tonšika buvant de la bière, œuvre de Milan Konjović, 1938
- Les falaises, œuvre de Petar Lubarda (1907-1974), 1951

## La collection d'Art cubiste
La collection d'Art cubiste présente des artistes comme Picasso, Cézanne, Alexander Archipenko, Marie Laurencin, Robert Delaunay etc.
- Intérieur avec trois figures, Pablo Picasso, vers 1929
- Tête de femme, Pablo Picasso, 1909
- Coureurs, Robert Delaunay
- Petits baigneurs, Cézanne
- Deux femmes, Alexander Archipenko

## Autres collections d'art

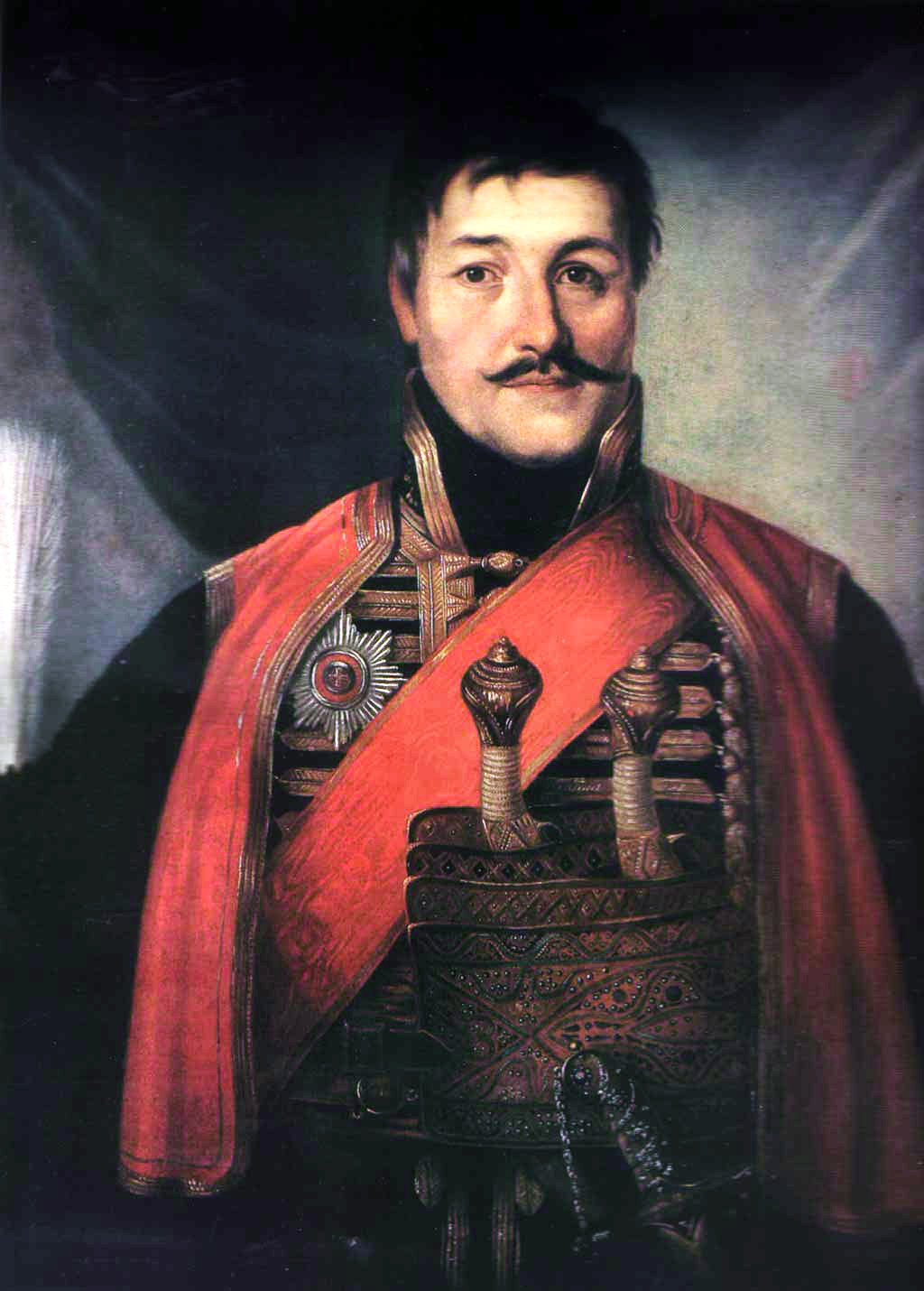
Vladimir Borovikovski, Portrait de Đorđe Petrović, dit Karageorges, 1816

Les autres collections d'Art présentent des peintres comme El Greco, Vassily Kandinsky, Albrecht Dürer, Mary Cassatt, Charles Conder, Gustav Klimt, El Lissitzky, Marc Chagall, Aegidius Sadeler, Vladimir Borovikovski, Burne Hogarth, Max Liebermann, Lovis Corinth, Max Slevogt etc.
- Madre della Consolazione, par El Greco[13]
- Portrait de Karageorges, Vladimir Borovikovski, 1816
- Le vieil homme et la vache, par Marc Chagall
- La jeune fille au chat, Mary Cassatt
- Sur la plage, Charles Conder
- The proun, El Lissitzky
- Come attraverso la strada, Avgust Černigoj, 1925